# 欧迪耶讷湾

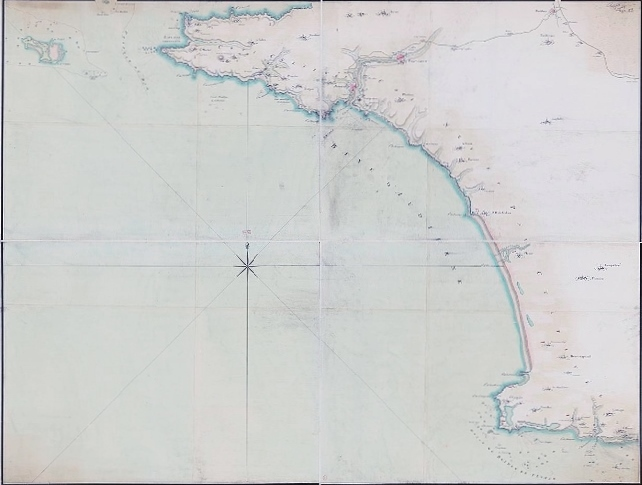
18世纪下半叶的欧迪耶讷湾地图。

欧迪耶讷湾（法語：Baie d'Audierne，法語發音：[bɛ dodjɛʁn]）是法国菲尼斯泰尔省海岸的一部分，北至拉角，南至庞马尔。